# Paul Viering
Paul Wolfgang Ludwig Viering (* 29. Januar 1880 in Friedland (Mecklenburg); † 8. Februar 1966 in Schwerin) war ein deutscher Architekt, Denkmalpfleger und Provinzialkonservator.

## Leben
Paul Viering war ein Sohn des Apothekers Maximilian (Albert Conrad) Viering. Nach Besuch der Gymnasien in Quedlinburg und Friedland studierte er Architektur an der Technischen Hochschule Charlottenburg. Seine berufliche Tätigkeit begann er in Stettin, von 1912 bis 1913 war er Regentschaftsbauberater, dann bis 1936 nationaler (Provinz-)Bauberater. So hatte er 1924–1927 die Bauleitung für den Neubau des von Georg Steinmetz entworfenen Stettiner Neuen Landeshauses, Sitz des Provinzialverbandes Pommern und des Provinziallandtages Pommerns. Er entwarf 1929–1931 u. a. Gebäude der Landesfrauenklinik Stettin, damals die modernste in Europa.
Von 1936 bis 1945 war er Provinzialkonservator der Bau- und Kunstdenkmale der Provinz Pommern in der Nachfolge von Franz Balke (1889–1972). In seine Amtszeit fallen etwa der Ausbau des Schlosses Bütow, die Ausmalung der Marienkirche Anklam und die Restaurierung des Rathauses in Grimmen. Zudem ließ er eine Klassifizierung der Glocken Pommerns durchführen. Nach dem Zweiten Weltkrieg wirkte Viering zunächst in Schmuggerow im Kreis Anklam, da das pommersche Denkmalamt 1944 samt Akten, Bildarchiv und Bibliothek von Stettin nach Schloss Schmuggerow verlagert und dadurch der Vernichtung durch Kriegseinwirkung entzogen worden war.
Am 1. Januar 1946 wurde in Schwerin ein Landesamt für Denkmalpflege geschaffen, das nicht nur Aufgaben der (Bau- und Boden-) Denkmalpflege übernahm, sondern auch die Aufgaben des Naturschutzes und der Naturdenkmalpflege. Erster Landeskonservator und Leiter dieses Landesamtes wurde Paul Viering, der das Amt bis zu seinem altersbedingten Ausscheiden Ende 1948 innehatte. Ihm folgte bis 1952 Heinz Mansfeld, der sich ebenso wie Viering große Verdienste um den Neuaufbau des Naturschutzes erwarb. Zu den ersten Mitarbeitern gehörte der Kunsthistoriker Walter Ohle. Auf Initiative Vierings wurde 1947 eine Leitende Naturschutzstelle eingerichtet, deren Leiter der Rostocker Professor Robert Bauch wurde. Viering und Bauch gelang es, drei ehrenamtliche Bezirkskonservatoren für Naturschutz zu gewinnen, Friedrich Hausmann für Westmecklenburg, Karl Bartels für Ostmecklenburg und Werner Berthold für Vorpommern. Viering veranlasste die Unterschutzstellung der Landschaftsschutzgebiete Tollensesee und Lieps und des Naturschutzgebietes Dambecker Seen.

## Schriften (Auswahl)
- Gerhard Bronisch, Walter Ohle: Die Kunst- und Kulturdenkmäler der Provinz Pommern. Kreis Kammin Land. Im Auftrage des Provinzialkonservators. Provinzialverband von Pommern (Hrsg.) Vorwort Paul Viering. Saunier, Stettin 1939.
- Denkmalpflege in Pommern 1936–1945. In: Gesellschaft für pommersche Geschichte und Altertumskunde (Hrsg): Baltische Studien. Neue Folge Bd. 46, von der Ropp, Hamburg 1959, S. 119–146 (Digitalisat).
- Was blieb? Bestandsaufnahme unserer Kunst- und Kulturstätten. In: Demokratische Erneuerung. 1947.
- Berichte und Verzeichnisse über die Kunstzerstörungen in Deutschland. Mecklenburg-Vorpommern. In: Die Kunstpflege. 1948.